# August Van Nooten
August Van Nooten (Herentals, 24 augustus 1901 - 9 september 1986) was een Belgisch politicus voor de BWP/BSP.

## Levensloop
Na zijn jeugd werd hij diamantbewerker, een job die hij combineerde met zijn activiteiten als provincieraadslid van de BWP in de provincie Antwerpen. Deze functie oefende hij uit van 8 december 1932 tot 7 juni 1936. Daarnaast was hij van 1946 tot 1958 gemeenteraadslid te Herentals. 
Als diamantbewerker was hij lid van de Algemene Diamantbewerkersbond van België (ADB) gewest Kempen, waarvan hij van 1946 tot 1966 secretaris was.